# Ferdinánd Zichy (1829–1911)

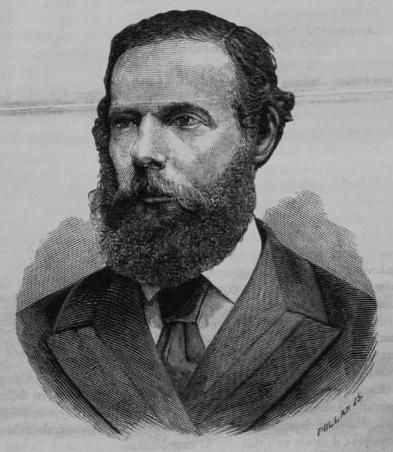
Porträtt av greve Zichy, 1884.

Ferdinánd Zichy, född 26 november 1829 i Pressburg, död 26 december 1911 i Budapest, var en ungersk greve och politiker. Han var far till Aladár Zichy.
Ferdinánd Zichy dömdes 1863 till följd av en politisk pressförseelse till fängelse och grevetitelns förlust, men återfick sin titel efter 1867 års Ausgleich. Han invaldes i ungerska riksdagen och var där en bland de ledande i baron Pál Sennyeys konservativa oppositionsparti. Bland annat motsatte han sig 1884 häftigt lagförslaget om rätt till giftermål mellan kristna och judar. 
I 1890-talets kyrkopolitiska strider tog han som grundläggare och ledare av Katolska folkpartiet framträdande del. Han bekämpade senare Géza Fejérváry, men stödde koalitionsministären Sándor Wekerle, av vilken hans son Aladár Zichy var medlem.